# Холлистер, Нед
Нед Холлистер (26 ноября 1876, Делаван, Висконсин — 3 ноября 1924) — американский зоолог, исследователь Алтайских гор. С 1916 по 1924 год он был суперинтендантом Смитсоновского национального зоологического парка. 

## Жизнь и работа
Нед Холлистер родился 26 ноября 1876 года в Делаване (штат Висконсин) в семье Киннера Ньюкомба Холлистера (1841–1911) и Фрэнсис Маргарет (Тилден) Холлистер (1845–1927). Он был младшим из четырёх детей, у него было два брата и сестра. Его отец был бизнесменом и владел универсальным магазином. Холлистер посещал государственные школы Делавана. Он не окончил среднюю школу, потому что в дни экзаменов отправился на экскурсию. Он также не пошел в колледж.
После учёбы он познакомился с Людвигом Кумлиеном (1853–1902), который был профессором Милтонского колледжа. Вместе с ним он работал над «Птицами Висконсина» (The Birds of Wisconsin), вышедшими в 1903 году. В работе говорится, что она содержит 35 лет исследований Кумлиена и 15 лет исследований Холлистера. Но это означало бы, что Холлистер начал свои исследования в возрасте 12 лет. Признаком того, что это может быть правдой, является то, что в 1882 году, в возрасте 16 лет, Холлистер опубликовал три статьи, одну в журнале The Oologist (Оолог) и две в The Taxidermist (Таксидермист).
В 1901 году Холлистер совершил поездку в Смитсоновский институт, чтобы посетить Национальный музей естественной истории. Там он познакомился с Верноном Орландо Бейли (1864–1942), на которого проработал год. В 1902 году он вернулся в Делаван и смог купить коллекцию Кумлиена из 1500 чучел животных. Уилфред Хадсон Осгуд нанял Холлистера для экспедиции на Аляску в 1903 году. На острове Сан-Хуан они обнаружили подвид оленьего хомячка (Peromyscus maniculatus hollisteri), которого Осгуд назвал в честь Холлистера. Затем он вернулся в Делаван и работал в универсальном магазине своего отца. Тем не менее он продолжал расширять свою коллекцию животных, которая в 1909 году уже насчитывала 3625 млекопитающих и 1509 птиц.
15 апреля 1908 года Холлистер женился на Мейбл Пфриммер (Mabel Pfrimmer), и они оба переехали в Вашингтон, где в 1909 году он принял должность помощника хранителя млекопитающих в Национальном музее США. В 1911 году он предпринял экспедицию в Национальный парк Джаспер и гору Робсон, а через год, в 1912 году, посетил Алтайские горы на юге Сибири.
Его вкладом в изучение фауны Сибири было описание Sicista napaea в 1912 году и Sorex roboratus в 1913.
В 1916 году Холлистер стал суперинтендантом Смитсоновского национального зоологического парка и занимал эту должность до самой смерти. Тем не менее, он продолжал исследования и работал в основном над тремя томами «Млекопитающие Восточной Африки в Национальном музее США», которые появились в 1918, 1919 и 1923 годах.
За свою жизнь Холлистер собрал в общей сложности 26 типовых экземпляров ранее неизвестных видов млекопитающих и смог представить первоописания 162 новых видов.
Холлистер был заместителем редактора журнала Вашингтонской академии наук. В 1921 году он стал президентом Биологического общества Вашингтона. Он был одним из основателей Американского общества маммологов.
Нед Холлистер умер 3 ноября 1924 года в возрасте 47 лет. Детей после него не осталось.

## Научные труды (выборочно)
Наиболее важные работы Холлистера:
- The Birds of Wisconsin (1903)
- A Systematic Synopsis of Muskrats (1911)
- Mammals of the Philippine Islands (1912)
- Mammals of Alpine Club Expedition to Mount Robson (1913)
- Philippine Land Mammals in the U.S. National Museum (1913)
- Mammals Collected by the Smithsonian-Harvard Expedition to the Altai Mountains (1913)
- A Systematic Account of the Grasshopper Mice (1914)
- A Systematic Account of the Prairie-dogs
- East African Mammals in the United States National Museum (1918, 1919, 1923)